# Вебб (Нью-Йорк)
Вебб (англ. Webb) — місто (англ. town) в США, в окрузі Геркаймер штату Нью-Йорк. Населення — 1797 осіб (2020).

## Демографія
Згідно з переписом 2010 року, у місті мешкало 1807 осіб у 876 домогосподарствах у складі 536 родин. Було 4170 помешкань
Расовий склад населення:
| - 97,6 % — білих - 0,5 % — чорних або афроамериканців - 0,3 % — корінних американців - 0,2 % — азіатів |

До двох чи більше рас належало 1,2 %. Частка іспаномовних становила 1,1 % від усіх жителів.
За віковим діапазоном населення розподілялося таким чином: 14,9 % — особи молодші 18 років, 60,9 % — особи у віці 18—64 років, 24,2 % — особи у віці 65 років та старші. Медіана віку мешканця становила 51,8 року. На 100 осіб жіночої статі у місті припадало 101,2 чоловіків;  на 100 жінок у віці від 18 років та старших — 100,1 чоловіків також старших 18 років.
Середній дохід на одне домашнє господарство  становив 68 383 долари США (медіана — 54 306), а середній дохід на одну сім'ю — 75 143 долари (медіана — 64 125). Медіана доходів становила 38 750 доларів для чоловіків та 41 806 доларів для жінок. За межею бідності перебувало 7,2 % осіб, у тому числі 21,8 % дітей у віці до 18 років та 2,0 % осіб у віці 65 років та старших.
Цивільне працевлаштоване населення становило 609 осіб. Основні галузі зайнятості: мистецтво, розваги та відпочинок — 25,1 %, освіта, охорона здоров'я та соціальна допомога — 15,9 %, будівництво — 14,3 %, роздрібна торгівля — 13,8 %.